# Abbaye de Stanley
L’abbaye de Stanley est une ancienne abbaye cistercienne située dans la paroisse civile de Bremhill (Wiltshire, Angleterre).
Elle est fondée en 1151 par l'abbaye de Furness. Lors de la Réforme anglaise, elle est dissoute en 1536. Il n'en reste rien au XXIe siècle.

## Localisation
L'abbaye de Stanley est située en rive droite de la Marden, à peu près à mi-chemin entre les villes de Chippenham et de Calne, dans le Wiltshire,.

## Histoire

### Fondation et toponymie
L'abbaye de Stanley est fondée grâce à un don de Mathilde l'Emperesse daté de 1151, et mis en œuvre par le chambellan Drogo. Ce sont les moines de Quarr qui sont choisis pour fonder la nouvelle abbaye. Celle-ci est tout d'abord fondée à Loxwell, dans les collines de Pewsham, situées au sud-est de Chippenham. Ce premier terrain est qualifié de « singular and romantic spring on the summit of a hill in Pewsham forest ». La fondation s'appelle alors St. Mary of Downfront. Le futur Henri II confirme ce don et y ajoute quelques arpents de terre. Mais, dès 1154, l'abbaye se déplace d'environ un mille, dans la plaine, le nouveau site étant plus vaste et plus propice à l'établissement d'une communauté. Toutefois le nouvel emplacement ne permettait pas d’approvisionnement correct en eau potable. La construction du monastère définitif est entreprise en 1154,,.
La communauté de Stanley porte plusieurs noms simultanés. Suivant les sources, les moines en sont connus en tant que « moines de la fontaine de Drogo », « moines gris de Worde » ou encore « moines de Chippenham à Locheswella ». Les moines ayant choisi le nom de Stanley, celui-ci s'avère malheureux car l'abbaye, durant son histoire est constamment confondue avec celle de Stoneleigh, également cistercienne mais dans le Warwickshire,.
Stanley, fondée par Quarr, est donc une fille indirecte de Savigny ; mais, créée après le rattachement de cette dernière à la lignée de Clairvaux, elle n'a jamais fait partie de la congrégation de Savigny.

### Développement et difficultés
La communauté monastique de Stanley est assez logiquement formée de moines essentiellement anglais, et même du cru. cependant, certains d'entre eux viennent de comtés plus lointains. On en recense en effet certains venant du Gloucestershire ou du Somerset. Aucune liste ne permet de savoir l'importance numérique de la communauté, du moins avant la Dissolution ; les recherches historiques du XXe siècle supposent que la tradition cistercienne d'un minimum de douze moines en plus de l'abbé a été respectée, mais que la communauté n'a jamais beaucoup crû. Les estimations faites d'après les reconstitutions des bâtiments permettent d'estimre la communauté dans sa plus grande extension à vingt-quatre moines et quarante convers. Cependant, en 1205, l'abbé Nicholas envoie un groupe de moines en Irlande fonder l'abbaye de Duiske. Néanmoins, comme il n'a pas reçu pour cela l'aval du chapitre général cistercien, qui commence justement au début du XIIIe siècle à imposer un droit systématique de regard sur les nouvelles fondations, il est destitué en 1204. Toutefois, il est autorisé à devenir abbé d'une autre communauté, à Buckfast,,.
Le 13 novembre 1189, Richard Cœur de Lion confirme la totalité des avoirs de l'abbaye, en ajoute, en particulier dans plusieurs forêts royales, et exempte les moines de la plupart des taxes et redevances royales. Une charte complémentaire du 3 avril 1191 confirme encore quelques possessions. En parallèle, le pape Célestin III ajoute sa propre confirmation. À partir de cette période, la croissance de l'abbaye s'effectue surtout par des achats de terres. En 1212, l'abbaye possède 32 librates à Faringdon, 7 librates à Midgehall. À cette période, afin de sécuriser leur approvisionnement en eau potable, les moines construisent vers 1210, sous l'abbatiat de Thomas, un aqueduc depuis Loxwell jusqu'à Stanley. Au cours du XIIIe siècle, les possessions de l'abbaye croissent lentement. À l'instar de nombreux autres établissements cisterciens britanniques, Stanley développe l'élevage ovin et la récolte lainière. Mais ces accroissements provoquent des frictions avec l'abbaye de Thame ; ces frictions donnent lieu à des conflits, dont l'un est résolu en 1270, mais sans que cela n'enterre définitivement le contentieux entre les deux monastères. Les études fiscales de 1291 montrent que Stanley est économiquement dans la moyenne des établissements cisterciens anglais.
Entre 1208 et 1215, l'Angleterre est placée par le pape sous interdit. Durant cette période, une partie des bijoux de la Couronne est confiée à Stanley, qui les rend au roi en juillet 1215. En 1242, Stanley est financièrement sollicitée par Henri III, puis, juste après, par le Saint-Siège et le Chapitre général cistercien. L'importance de la contribution de Stanley montre qu'à cette époque seules les abbayes cisterciennes de Beaulieu et de Warden sont, dans cette province, plus riches. En conséquence, c'est à cette période que le contrôle et les exigences de la Couronne s'accroissent. Des injonctions concernant ses propriétés ou son économie se font plus régulières. Le 25 octobre 1200, l'abbé Nicholas est ainsi sollicité par le roi pour faire l'aumône à une centaine de mendiants. Vers cette période, l'abbaye commence à être reconstruite, notamment après l'incendie de 1212 qui a gravement endommagé le monastère. C'est l’abbatiale qui est la première touchée par ces travaux, qui durent de 1222 à 1266. En parallèle, les bâtiments conventuels sont rebâtis jusqu'en 1247. Enfin, en 1270, le nouveau réfectoire est inauguré,.
D'autre part, la proximité de l'abbaye avec les terres et les revenus de la maisons des Despenser est une source de trouble. En effet, ceux-ci ne se constituent ni en défenseurs ni a fortiori en bienfaiteurs de l'abbaye, mais plutôt en accapareurs de leurs biens. Même la chute de la maison durant la guerre des Despenser, en juin 1321, est néfaste à l'abbaye : ses ennemis Humphrey de Bohun, comte de Hereford et les Mortimer en profitent pour piller l'abbaye. La période de prospérité de l'abbaye cesse avec le début du XIVe siècle. Après cette guerre l'abbaye est très appauvrie et endettée, au point que le roi nomme Robert de Hungerford en 1323 pour aider l'abbé à gérer l'économie du monastère ; en 1341 il est remplacé par John de la Roche, à qui à son tour Gilbert de Berwick succède en 1348 ; leurs efforts successifs ne suffisent toutefois pas à redresser les finances de l'abbaye. En 1363, l'abbaye est obligée de vendre certaines de ses possessions pour éponger ses dettes. La même année, Édouard III accorde des privilèges supplémentaires à Stanley pour l'aider à résoudre son indigence, privilèges qui sont tardivement confirmés par Boniface IX en 1399.
Au XVe siècle, l'abbaye est devenue si pauvre qu'elle est exemptée de nombreux paiements ; de nombreuses terres sont louées ou affermées, ou encore placées sous des baux emphytéotiques, ce qui est aussi la conséquence de la diminution du nombre de frères convers. Les quantités de laine produites sont en conséquence faibles, et de qualité médiocre, et contribuent à la spirale d'appauvrissement de l'abbaye. Dès 1275, la quantité de laine exportée (vers l'Italie) par Stanley se monte à une quarantaine de sacs annuels seulement. Par la suite, l'abbaye se tourne de plus en plus vers une agriculture simplement vivrière.

### Liste des abbés connus
- H., attesté en 1198
- Nicholas, attesté en 1201
- Thomas of Calstone, élu en 1205, attesté jusqu'en 1214
- Ralph, attesté en 1221 et en 1223
- Stephen of Lexington, attesté en 1224, devient abbé de Savigny en 1229 puis de Clairvaux en 1243
- Walter of Pucklechurch, attesté en 1230
- Peter, attesté en 1236
- Robert, attesté en 1241, mort en 1248
- William Chinnock, élu en 1248, mort en 1268
- William of Tinghurst, attesté en 1271 et en 1286
- Richard, attesté en 1280
- Nicholas, élu en 1298, attesté en 1301
- John of Southbury, attesté de 1309 à 1327
- Robert, attesté en 1329
- John de la Stone, attesté en 1342
- William, attesté en 1351 et en 1357
- John Serigge, attesté en 1363
- William, élu en 1393
- John, attesté en 1397
- William, attesté en 1408 et en 1413
- Thomas Tintern, attesté en 1436 et en 1452
- Thomas Studley, attesté en 1455
- John, attesté en 1460 et 1463
- John Horton, attesté en 1468 et en 1490
- Thomas, attesté en 1495 et en 1518
- Thomas Calne (ou Morley) attesté en 1521 et en 1536[4]

### Dissolution
En 1536, l'abbaye est dissoute par Henri VIII, tout au début du processus de confiscation, ce qui est un indice sur la richesse du monastère, les plus pauvres ayant été fermés les premiers. À cette date, la communauté est forte de neuf moines prêtres et d'un novice. Il n'y a à cette date plus aucun convers, et dix-huit domestiques les ont remplacés, probablement à partir du XIVe siècle. Les moines chassés de Stanley trouvent un refuge provisoire à Beaulieu, mais celle-ci est dissoute à son tour quelques années plus tard. Le site est acheté par Edward Bayntun (en), qui en utilise probablement les matériaux pour construire sa résidence de Bromham. Le logis de l'abbé est épargné dans un premier temps, mais, en 1555, des fouilles y sont entreprises pour trouver un hypothétique trésor et les fondations de l'ensemble des bâtiments sont exhumées pour réutiliser les pierres,.

## Architecture
L'abbaye étant à peu près entièrement détruite, peu d'éléments architecturaux sont connus. La première abbatiale était probablement de style roman et celle du XIIIe siècle gothique. Le roi Henri III donne du bois et de la pierre en 1222, et des carrières de pierre proches sont utilisées. L'église mesurait environ 180 pieds, soit environ cinquante-cinq mètres, de longueur, et comprenait, outre la séparation entre religieux de chœur et convers, une section intermédiaire dédiée aux religieux âgés ou malades.
L'enceinte monastique couvrait environ vingt-quatre acres (près de dix hectares), entourée de digues et de chaussées. Une croix surplombait la porte extérieure, qui marquait le limite du domaine de Chippenham et de Pewsham. Durant sa plus grande étendue, les possessions couvraient environ 450 acres, soit 180 hectares.